# 孝成王 (新羅)
孝成王（こうせいおう、? - 742年）は、新羅の第34代の王（在位：737年 - 742年）。姓は金、諱は承慶。先代の聖徳王の第2子であり、母は伊飡（2等官）の金順元の娘の炤徳王后。王妃は初め朴永宗の娘を立てていたが、後に伊飡の金順元の娘を迎えて恵明夫人とした。737年2月、先王の死去に伴い王位に就いた。

## 治世
738年2月、先代の聖徳王を弔う唐使を迎え、唐からは《開府儀同三司・新羅王》に冊封された。その前後から唐に対して朝貢・賀正使を派遣しており、唐とは良好な関係を維持し、738年4月には『道徳経』を下賜された。
740年8月、先妃の父である波珍飡（4等官）の朴永宗が反乱を起こし、これを誅殺した。王の寵愛を得ている先妃に嫉妬した王妃（恵明王后）が先妃を殺してしまったことから、その父の永宗が反乱を起こしたと『三国史記』は伝えている。王妃の座を巡って争いが起きるということは、外戚であることに意義が見出される、すなわち王権が確立したことの現われであると指摘されている。
在位6年にして742年5月に死去し、孝成と諡された。遺言によって法流寺（未詳）の南で火葬され、日本海に散骨された。火葬と散骨については第30代文武王と同じ扱いを受けているが、文武王とは異なり王陵に比定される古墳はない。

## 脚註
1. ↑  『三国遺事』王暦では、王妃を真宗角干（1等官）の娘の恵明王后としている。
2. ↑  次代の景徳王の本紀によれば、孝成王の死後に唐から送られた詔書には、孝成王の正式の爵号は《開府儀同三司・使持節大都督・鶏林州諸軍事・兼持節充寧海軍使・新羅王》とあったとしている。
3. ↑  井上訳注1980 p.311 註10